# Néa Kerasiá
Néa Kerasiá är en ort i Grekland.   Den ligger i prefekturen Nomós Thessaloníkis och regionen Mellersta Makedonien, i den norra delen av landet, 290 km norr om huvudstaden Aten. Néa Kerasiá ligger 47 meter över havet och antalet invånare är 713.
Terrängen runt Néa Kerasiá är platt. Havet är nära Néa Kerasiá västerut. Runt Néa Kerasiá är det ganska tätbefolkat, med 96 invånare per kvadratkilometer. Närmaste större samhälle är Thessaloníki, 19,4 km norr om Néa Kerasiá. Trakten runt Néa Kerasiá består till största delen av jordbruksmark.